# 1-بوتاين
1-بوتاين هو مركب عضوي هيدروكربوني من الألكاينات، صيغته الكيميائية C4H6، ويوجد على شكل غازي في الشروط القياسية.

## الإنتاج
يستحصل على 1-بوتاين من تفاعل الأسيتيلين مع برومو الإيثان.

## الخواص
يوجد المركب في الشروط القياسية على شكل غاز عديم اللون قابل للاشتعال، وهو نشيط كيميائياً بسبب وجود الرابطة الثلاثية حيث يمكن أن يحصل تفاعل إضافة للهالوجينات.